# Berrogain-Laruns
Berrogain-Laruns (tiếng Basque: Berrogaine-Lahüntze) là một xã thuộc tỉnh Pyrénées-Atlantiques trong vùng Aquitaine ở tây nam nước Pháp. Xã này nằm ở khu vực có độ cao trung bình 233 mét trên mực nước biển.
Xã nằm trong tỉnh cũ Soule.